# Wacom
Wacom Co., Ltd. je globalna tvrtka koja proizvodi grafičke tablete i slične proizvode sa sjedištem u gradu Kazou u prefekturi Saitami u Japanu.
Ime tvrtke je izvedeno od riječi wa=harmonija (posuđena iz japanskog) i riječi com=computer.
Wacom je osnovan 1983. godine te se odmah na tržištu ustalio kao vodeći proizvođač grafičkih podložaka i olovaka za crtanje. Wacom se orijentirao na razvoj olovaka za crtanje kao prirodnog alata za razvoj digitalne umjetnosti.  Svi Wacom proizvodi se koriste patentiranom elektromagnetskom tehnologijom koja je ključni čimbenik u razvoju bežičnih uređaja koji troše malo energije, osjetljivi su na pritisak i rade bez baterije.